# Leiwener Klostergarten
Leiwener Klostergarten ist eine der Weinlagen der Großlage Sankt Michael in Leiwen an der Mosel.
Zum Leiwener Klostergarten gehören alle Weinberge von Leiwen rechts der Mosel in der Ebene und den angrenzenden Hanglagen. In diesem Bereich befinden sich Mischböden.
Es werden überwiegend Reben der Sorte Riesling angebaut. Die Hangneigung beträgt bis zu 70 %, in Richtung Ostsüdost (80 bis 150 m ü. NHN).
Die Weingüter Carl Loewen, Josef Rosch, Grans-Fassian und andere erzeugen Weine aus der Lage.